# Директор, Аарон
Аарон Директор (англ. Aaron Director; 21 сентября 1901, Старый Чарторийск, Волынская губерния — 11 сентября 2004, Лос-Альтос-Хиллс, Калифорния, США) — американский экономист, представитель Чикагской школы в экономической науке. Младшая сестра Аарона — Роза — была замужем за известным экономистом, лауреатом Нобелевской премии по экономике Милтоном Фридманом.

## Биография
Родился в Старом Чарторийске в еврейской семье, которая в 1913 году эмигрировала в США. Учился в Йельском университете. В 1958 году основал «Журнал права и экономики» (англ. Journal of Law and Economics) и долгое время был его редактором. Преподавал в Чикагском университете (1946—1965).